# همام رضا
همام رضا (ولد بدمشق 1990 م) ممثَّل وعازف سوري من أصل عراقي. يعزف على البيانو. وهو ابن الممثل أيمن رضا، وشقيق الممثل وسام رضا.

## أعماله

### مسلسلات
- 2010 بقعة ضوء ج7
- 2012 بقعة ضوء ج9
- 2012 سيت كاز
- 2014  بروتريه

- 2014 بوبا والحرامي
- 2014 بقعة ضوء ج10
- 2015 بقعة ضوء ج11
- 2015 دنيا ج2
- 2017 بقعة ضوء ج12
- 2019: ببساطة 1
- 2020 ببساطة 2
- 2020 مقابلة مع السيد آدم
- 2021 شارع شيكاغو
- 2021 الكندوش
- 2023 زقاق الجن
- 2025 البطل

### أفلام
- يوم عادي جدا